# Agnostic Front

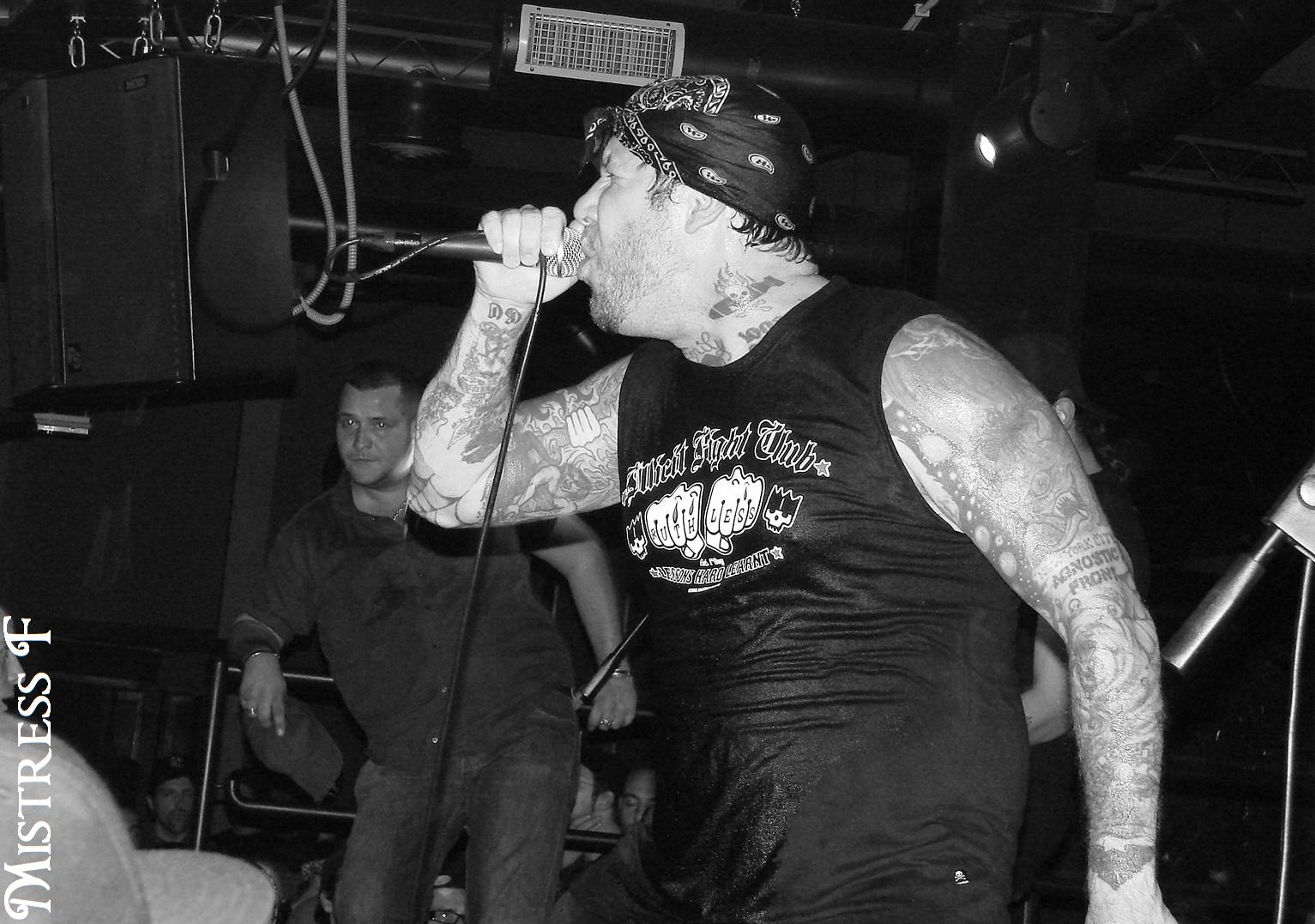
Roger Miret

Agnostic Front je americká hardcore punková kapela založená v roce 1980 v New Yorku. Položili základy nejen pro newyorskou odnož žánru hardcore, ale i pro samotný styl crossover thrash kombinující tvrdý punk s metalem. Řadí mezi nejvýznamnější představitele specifického newyorského hardcore společně s např. Madball (zpěvák Madball je bratrem zpěváka Agnostic Front) nebo Sick of It All. Za dobu své aktivity vystřídali velké množství členů na všech postech a na konci roku 1992 se kapela rozpadla. Činnost obnovila v květnu 1996. Od založení vydali 11 studiových alb, 1 kompilaci, 5 EP, 4 live alba a 3 DVD.

## Členové
- Roger Miret – zpěv (1982–současnost)
- Vinnie Stigma – elektrická kytara (1980–současnost)
- Craig Silverman – elektrická kytara (2014–současnost)
- Mike Gallo – basová kytara (2001–současnost)
- Danny Lamagna – bicí (2020–současnost)

## Diskografie
- 1983: United Blood (EP)
- 1984: Victim in Pain
- 1986: Cause for Alarm
- 1987: Liberty and Justice for...
- 1989: Live at CBGB (Live)
- 1991: Live in N.Y.C. '91 (Live DVD)
- 1992: One Voice
- 1993: Last Warning (Live)
- 1995: Raw Unleashed (Kompilace)
- 1998: Something's Gotta Give
- 1998: Puro Des Madre (EP)
- 1999: Riot, Riot, Upstart
- 2001: Dead Yuppies
- 2002: Working Class Heroes (Live)
- 2003: CBGB's Punk From the Bowery (Live DVD)
- 2004: Another Voice
- 2006: Live at CBGB - 25 Years of Blood, Honor and Truth (Live & DVD)
- 2007: Warriors
- 2007: For My Family (EP)
- 2011: My Life My Way
- 2011: That's Life (EP)
- 2015: The American Dream Died